# Нура (Кокпектинський район)
Нура́ (каз. Нұра) — село у складі Кокпектинського району Абайської області Казахстану. Входить до складу Ульгулімалшинського сільського округу.
Населення — 73 особи (2021; 137 у 2009, 240 у 1999, 371 у 1989).
Національний склад станом на 1989 рік:
- казахи — 100 %

У радянські часи село називалось також Ферма № 1 совхоза Ульгумалші.